# Agustín Durán
Agustín Francisco Gato Durán y de Vicente Yáñez (Madrid, 1789. október 14. – Madrid, 1862. december 1.) spanyol kritikus és irodalomtörténész.

## Élete
Filozofiát, jogot, történelmet tanult és sokat foglalkozott a külföldi és spanyol irodalommal. 1817-ben Valladolidban ügyvéd volt, 1821-től 1823-ig a tanügyigazgatóságnál hivataloskodott, 1834-ben titkára lett annak a hivatalnak, mely Spanyolországban a nyomdákra és könyvekreskedésekre gyakorol felügyeletet. 1836-ban a madridi királyi könyvtár főkönyvtárosa, 1854-ben igazgatója lett. Ugyanekkor a spanyol akadémia is tagjává választotta. 1855-ben a magánéletbe vonult vissza. Írásaiban arra törekedett, hogy a spanyol színműirást a francia hatás alól felszabadítsa, a nemzeti érzületet ébressze és az érdeklődést a népies költészet felé terelje. A Biblioteca de autores espanoles című vállalatban (10. és 16. kötet) Romancero general (uo. 1828–32., 5 kötet, 2. kiad. 1849–51)., 2 köt.,) címen mintegy 2000 románcot bocsátott közre és Talia espanola címen (uo. 1834, 3 kötet) óspanyol komédiagyűjteményt adott ki.

## Művei
- Discurso sobre el influjo, que ha tenido la critica moderna en la decadencia del teatro antiquo (Madrid 1828, névtelenül);
- Las tres toronjas del vergel de amor (uo. 1816)

## Magyarul
- Románcok a francia királylányról és a magyar királyfiról. Szép história a XV. századból; ford. Patthy Károly; Rózsavölgyi, Bp., 1923 (Kis Helikon)